# Linha Durand

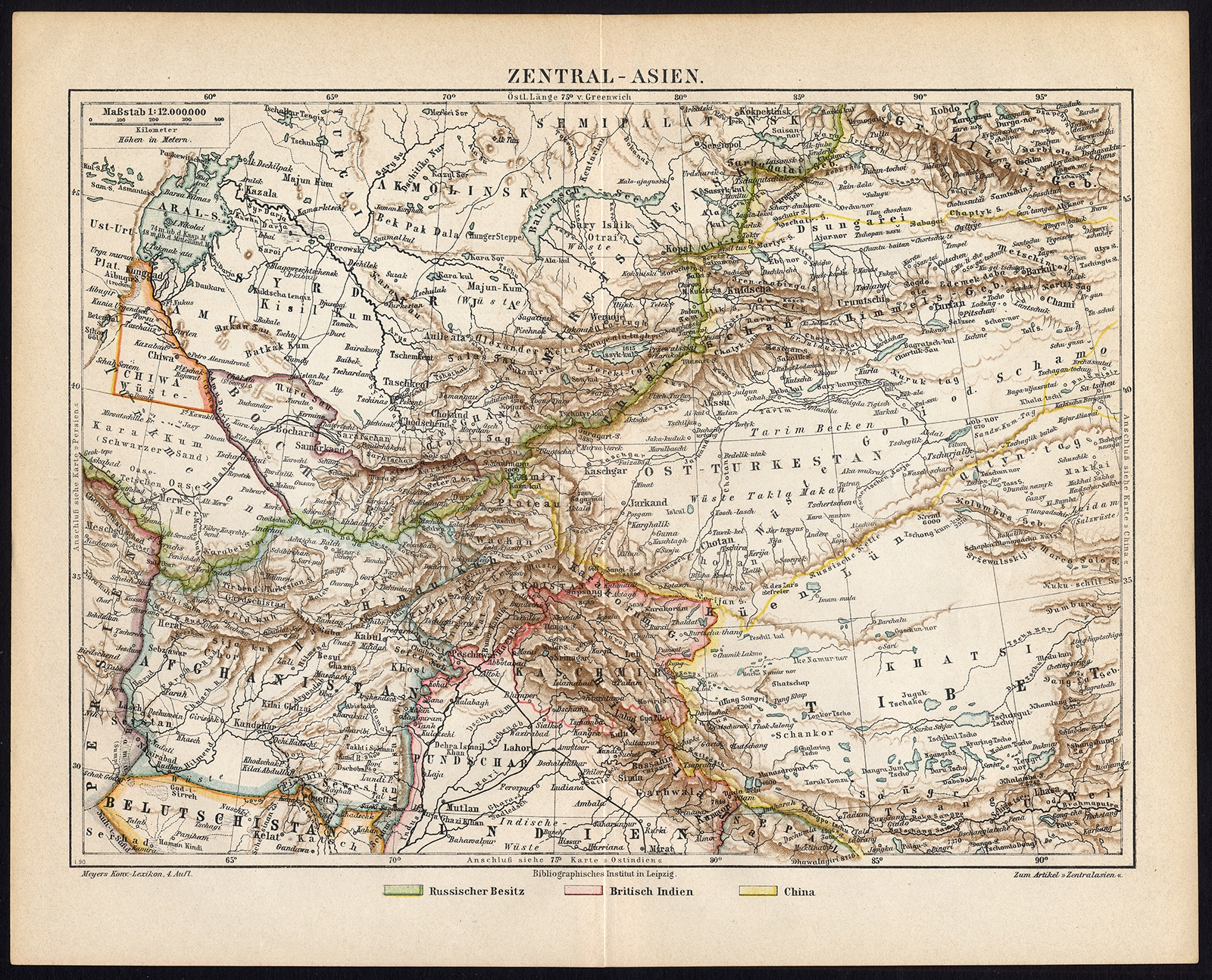
A Ásia Central em 1893

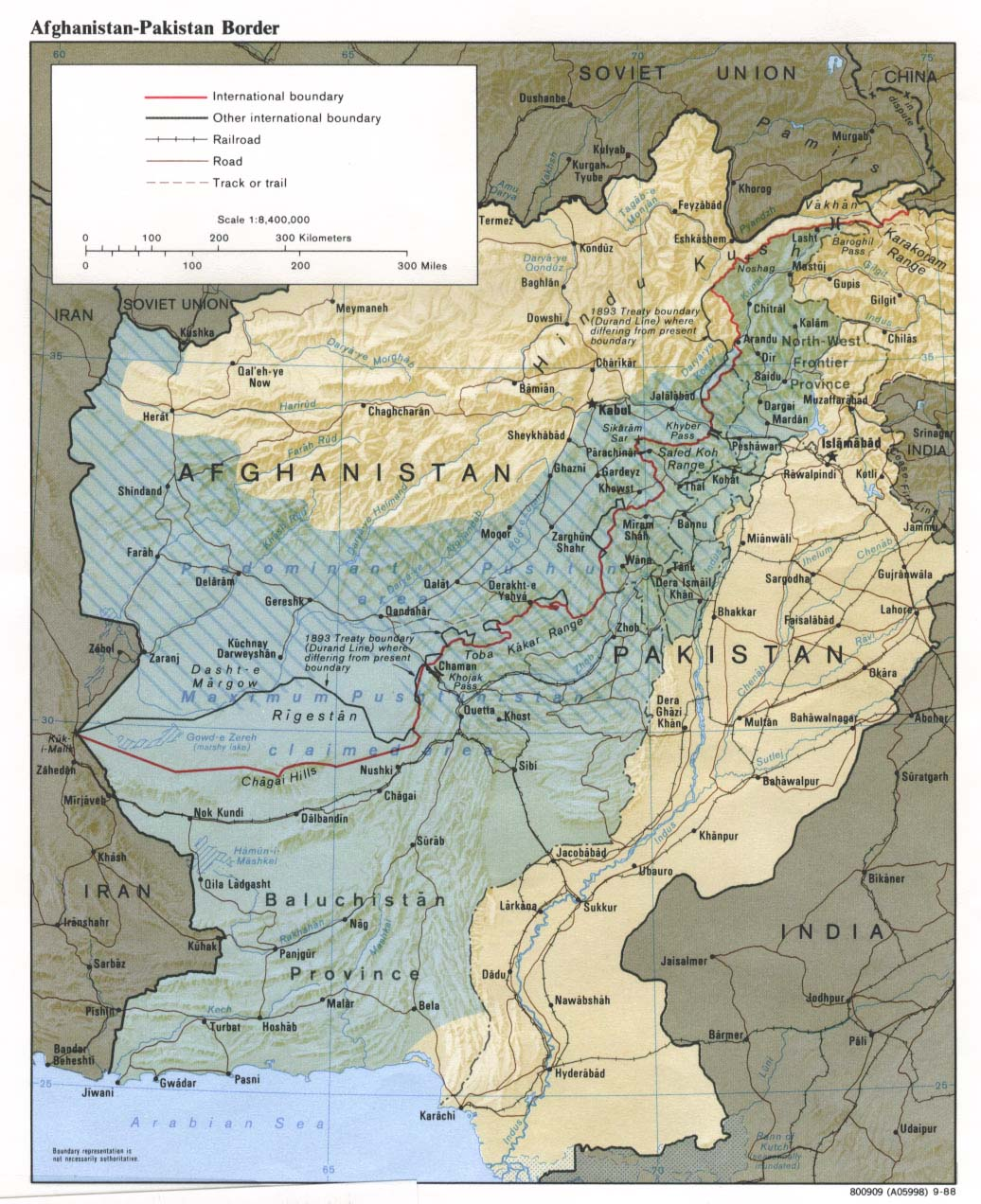
A Linha Durand

Linha Durand é uma linha de demarcação de fronteira entre o Afeganistão e o Raj britânico estabelecida pelo acordo entre o emir Abderramão Cã e Sir Mortimer Durand, representante do Império Britânico.
Esta linha divide artificialmente as tribos pastós que partilham o mesmo idioma e organização social e atualmente demarca de facto a fronteira entre Afeganistão e Paquistão. Cabul nunca reconheceu essa divisão fronteiriça, no entanto, a fronteira permanece sendo considerada como intocável pelo Paquistão.

## História
Depois de se chegar a um impasse em duas guerras contra os afegãos (veja-se o Grande Jogo e a Primeira Guerra Anglo-Afegã), os britânicos forçaram em 12 de novembro de 1893 o Emir Abderramão Cã do Afeganistão a um acordo para delimitar a fronteira entre o que era o Afeganistão e a Índia Britânica.
A Linha Durand recebeu o seu nome de Sir Mortimer Durand, secretário para os assuntos estrangeiros do governo anglo-indiano, e o tratado também garantiu ao Emir do Afeganistão um salário anual dos britânicos, bem como fornecimento de armas.